# Ильичёвское (Карачаево-Черкесия)
Ильичёвское (карач.-балк. Ильичёвка) — село в Прикубанском районе Карачаево-Черкесии России. Административный центр Ильичёвского сельского поселения.

## География
Село находится в 7 км к востоку от города Черкесска, столько же на восток до Кубанского водохранилища, севернее Большого Ставропольского канала, ближайшее село — Привольное в 2 км южнее. С восточной стороны села протекает река Топка, высота над уровнем моря 634 м.

### Уличная сеть
Село состоит из 12 улиц:
- ул. Дружбы
- ул. Красивая
- ул. М. Байчорова
- ул. Мелиораторов
- ул. Мира
- ул. Новая
- ул. Османа Касаева
- ул. Пионерская
- ул. Пролетарская
- ул. Северная
- ул. Умара Алиева
- ул. Школьная

## Население
| 2002 | 2010  | 2021  |
| ---- | ----- | ----- |
| 1214 | ↗1267 | ↘1261 |

### Инфраструктура
- ул. Северная, 19А — ООО «СПК Ильичёвский» (ген. директор — Тежаев Борис Исмаилович)[6]
- ул. Школьная, 2 — Администрация Ильичевского сельского поселения
- ул. Северная,19 — Средняя общеобразовательная школа села Ильичевское[7]